# لیتل‌تاون کامون (ماساچوست)
لیتل‌تاون کامون (به انگلیسی: Littleton Common) یک منطقهٔ مسکونی در ایالات متحده آمریکا است که در شهرستان میدلسکس، ماساچوست واقع شده‌است. لیتل‌تاون کامون ۹٫۵ کیلومتر مربع مساحت و ۲٬۷۸۹ نفر جمعیت دارد و ۸۱ متر بالاتر از سطح دریا واقع شده‌است.